# Andrés Napoleón Romero Cárdenas

Bischofswappen von Andrés Napoleón Romero Cárdenas

Andrés Napoleón Romero Cárdenas (* 1967 in Ramonal Arriba) ist ein dominikanischer Geistlicher und römisch-katholischer Bischof von Barahona. 

## Leben
Andrés Napoleón Romero Cárdenas trat 1983 in das Priesterseminar ein und studierte an der Päpstlichen Katholischen Universität „Mater et Magistra“ in Santiago de los Caballeros. Er empfing am 8. Juli 1995 die Priesterweihe für das Bistum San Francisco de Macorís.
Von 1995 bis 1998 war er als Kaplan in der Pfarrseelsorge tätig. Gleichzeitig war er Erzieher am Knabenseminar und als Direktor des diözesanen Werks für Priesterberufungen in der Berufungspastoral engagiert. Von 1998 bis 2001 studierte er in Rom an der Päpstlichen Universität Gregoriana und erwarb das Lizenziat in Biblischer Theologie. Nach seiner Rückkehr in die Heimat war er Professor und Dekan an der philosophisch-theologischen Fakultät und in der Priesterausbildung am Päpstlichen Priesterseminar St. Thomas von Aquin tätig. Ab 2008 war er Pfarrer dreier Pfarreien und vor seiner Ernennung zum Bischof Dompfarrer an der Kathedrale Santa Ana in San Francisco de Macorís.
Papst Franziskus ernannte ihn am 23. Februar 2015 zum Bischof von Barahona. Der Erzbischof von Santo Domingo, Nicolás de Jesús Kardinal López Rodríguez, spendete ihm am 25. April desselben Jahres die Bischofsweihe. Mitkonsekratoren waren sein Amtsvorgänger Rafael Leónidas Felipe y Núñez und der Bischof von San Francisco de Macorís, Fausto Ramón Mejía Vallejo.